# کراسنه ستاره
کراسنه ستاره (به لهستانی:  Krasne Stare) یک روستا در لهستان است که در گمینا یاشونووکا واقع شده‌است.
 کراسنه ستاره  ۹۵ نفر جمعیت دارد.